# 기욤 기용레티에르
기욤 기용레티에르(프랑스어: Guillaume Guillon-Lethière, 1760년 1월 10일~1832년 4월 22일)는 프랑스의 신고전주의 화가이다.

## 생애
그는 식민지 왕립 공증인인 피에르 기용(Pierre Guillon)과 자유 유색인 여성인 마리프랑수아즈 뒤프페이(Marie-Françoise Dupepaye) 사이에서 혼외자로 태어났다. 그와 그의 누이 앙드레즈는 1794년 흑색법(Code Noir)이 폐지될 때까지 법적인 자녀로 인정받지 못했다.
1774년, 기용레티에르의 아버지는 어린 시절부터 미술에 재능을 보였던 그를 프랑스로 데려갔고, 기용레티에르는 루앙에 위치한 새로운 무료 공립 그림 학교에서 화가 장바티스트 데캉과 함께 공부하게 되었다. 그곳에서 그는 "letier"(세 번째, 즉 "세 번째 아들"을 의미)에서 유래한 "레티에르"(Lethière)라는 이름을 채택했다. 그는 3년 동안 루앙에 머물렀다가 파리로 가서 왕립 회화 조각 아카데미에서 1786년까지 가브리엘 프랑수아 두아이앙 밑에서 그림을 배웠다. 그 당시 그는 자크루이 다비드의 화실을 자주 방문했다.

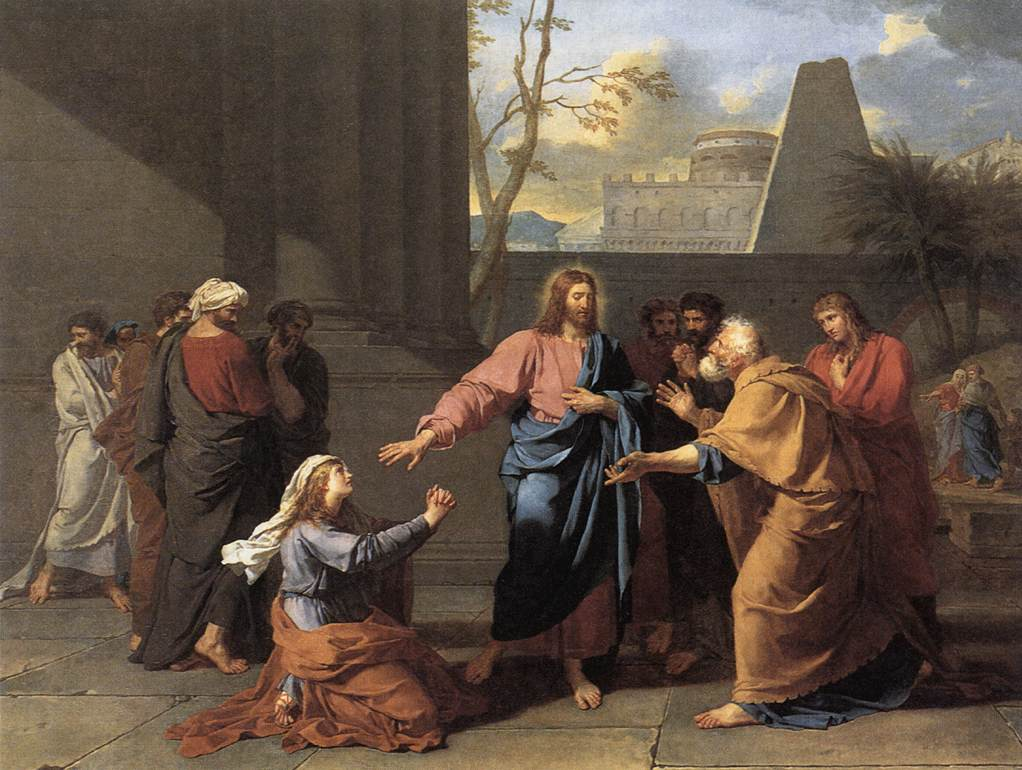
《그리스도 발치에 있는 가나안 여인》, 1784년, 루브르 박물관

그는 1784년 로마 대상에서 《그리스도 발치에 있는 가나안 여인》이라는 그림으로 2등을 했다. 2년 후, 그는 다시 로마 대상에 참가하여 비록 우승하지는 못했지만 로마로 유학 갈 수 있는 지원을 받게 되었고, 로마에서 신고전주의 스타일을 더욱 발전시키게 되었다. 1787년에 그는 마리아가트 라포트르(Marie-Agathe Lavoine)라는 여자를 만나 혼외정사로 아들 알렉상드르(Alexandre)를 낳았다. 1792년에 그는 파리로 돌아와 자신의 회화 스튜디오를 열었으며 로마에서 제작한 그림으로 1795년 파리 살롱에서 첫 번째 전시회를 열었다.
1799년에 그는 과부 마리조제프오노레 방젠(Marie-Joseph-Honorée Vanzenne)과 결혼했다. 그는 방젠의 첫 번째 결혼에서 태어난 딸 외제니를 의붓딸로 두었으며 외제니 역시 화가가 되었다.
이듬해에는 새로 임명된 뤼시앵 보나파르트 대사와 함께 스페인으로 건너가 미술품 수집을 도왔다. 보나파르트의 추천으로 그는 1807년 로마 아카데미 드 프랑스의 원장으로 임명되었으며 1816년 루이 18세의 명령으로 교체될 때까지 역임했다.
1818년에 그는 프랑스 예술 아카데미에 선출되었으며 같은 해에 레지옹 도뇌르 훈장을 받았다. 1년 후 그는 에콜 데 보자르의 교수가 되었으며 프랑스 학술원의 회원으로 자신의 경력을 마감했다.
그가 가르친 유명한 학생으로는 호러스 르코크 드 브아도드랑, 장루이 진트라크, 프랑수아 부쇼, 루이 불랑제, 외젠 데베리아, 루이 조제프 세자르 뒤코르네, 오르탕스 오드부르레스코, 이시도르 필스, 테오도르 루소, 카누티 루시에츠키, 옥타브 타사르 및 그의 의붓딸, 외제니 세르비에르가 있다.

## 작품

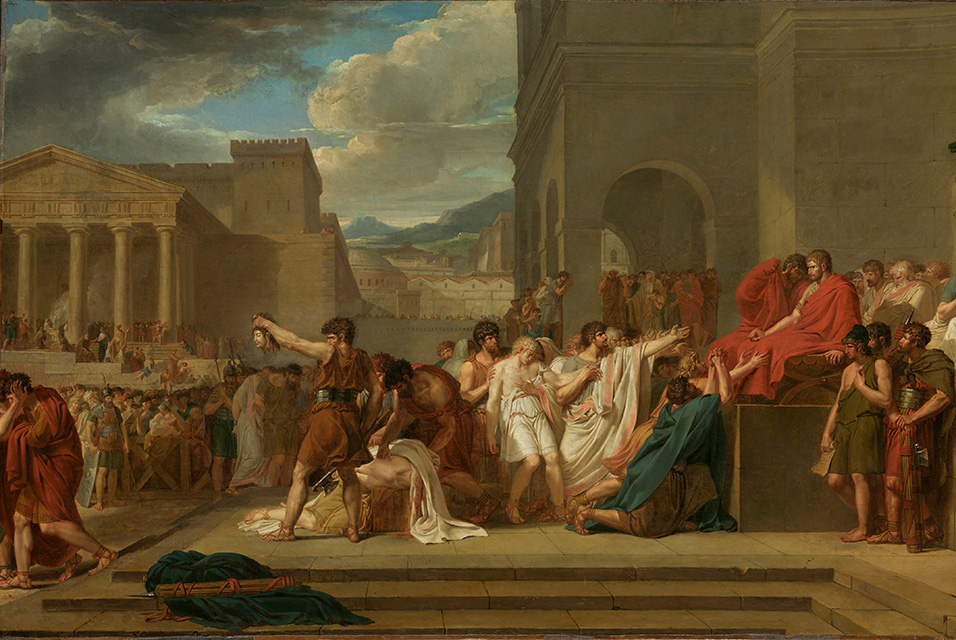
《자신의 아들을 사형에 처하는 브루투스》, 1788년
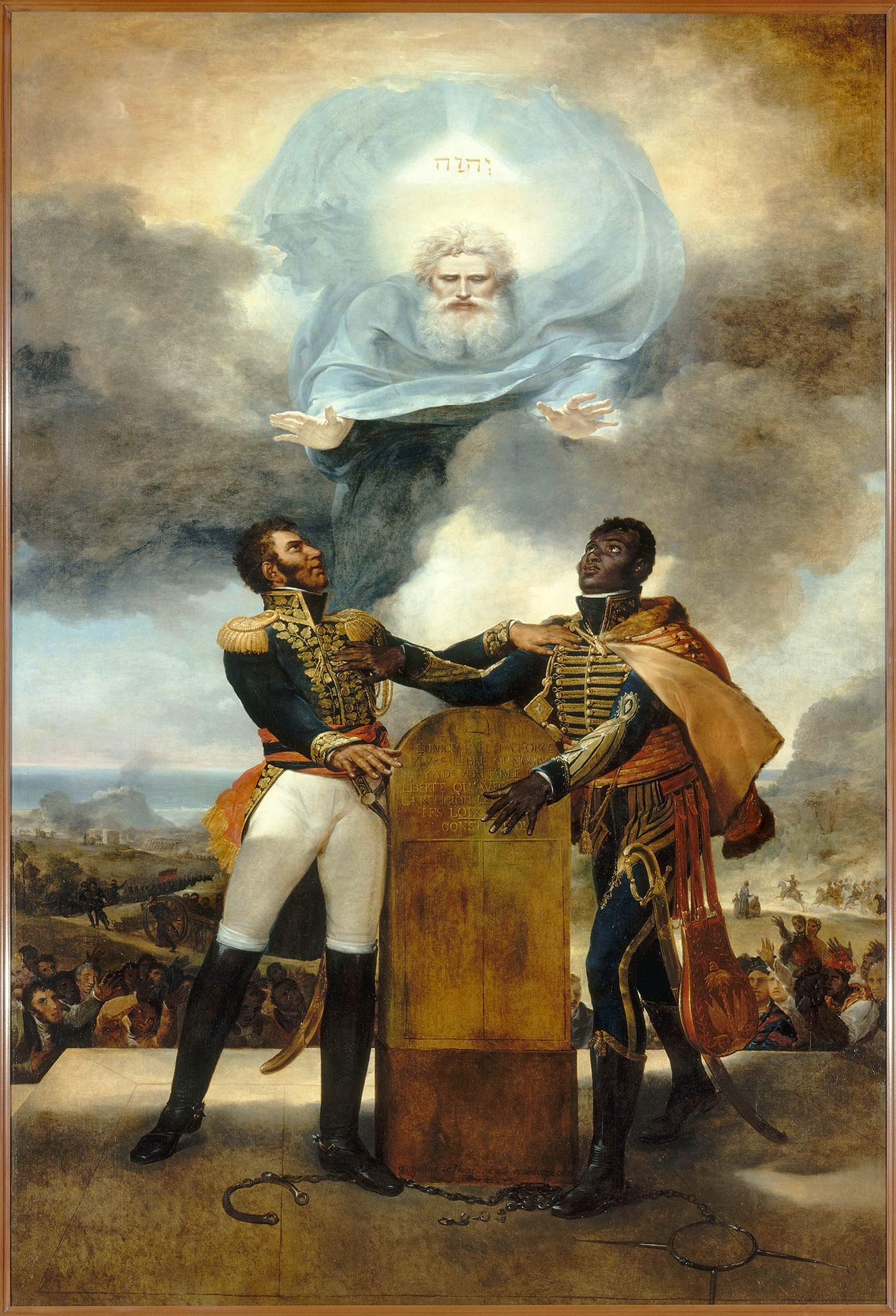
《선조들의 맹세》, 1822년
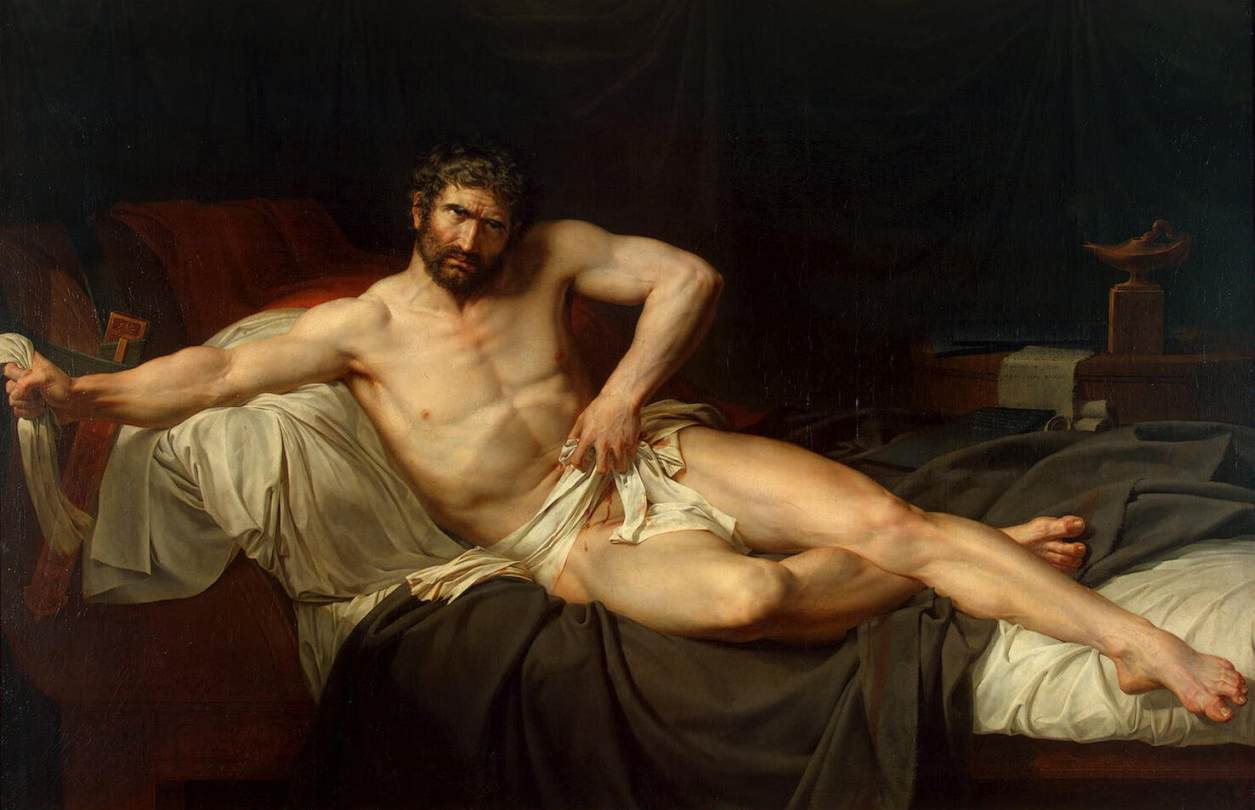
《소 카토의 죽음》, 1795년, 에르미타시 미술관
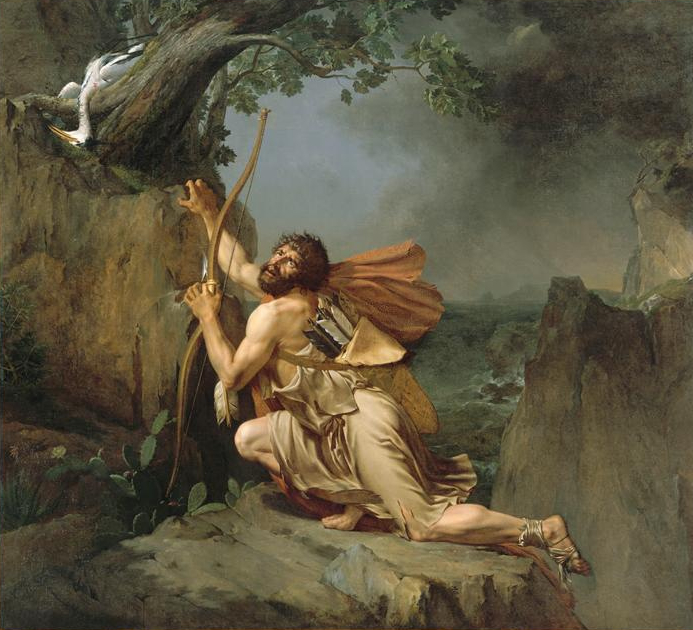
《림노스섬의 필록테테스》, 1798년, 루브르 박물관
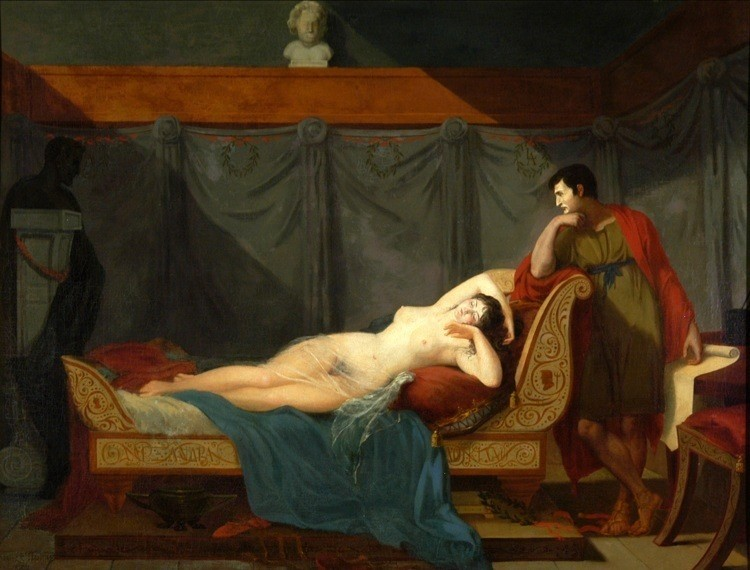
《잠자는 비너스》, 1802년
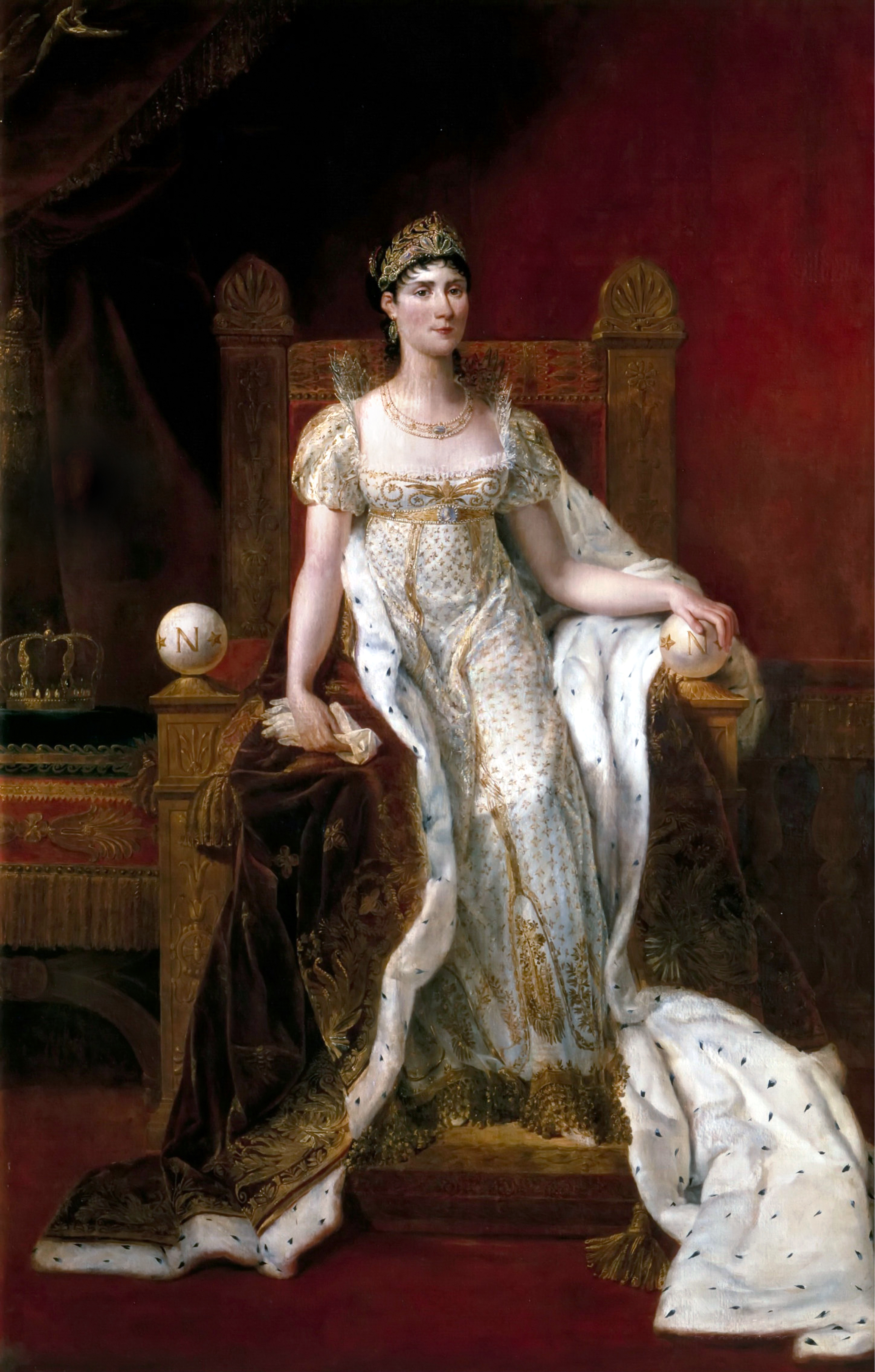
《프랑스 황후 호세핀의 초상화》, 1807년, 베르사유궁
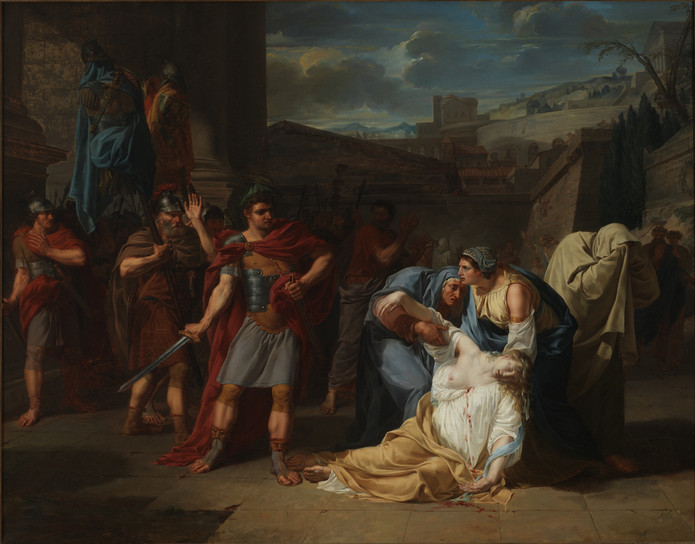
《카미유의 죽음》, 1785년, 로드아일랜드 스쿨 오브 디자인
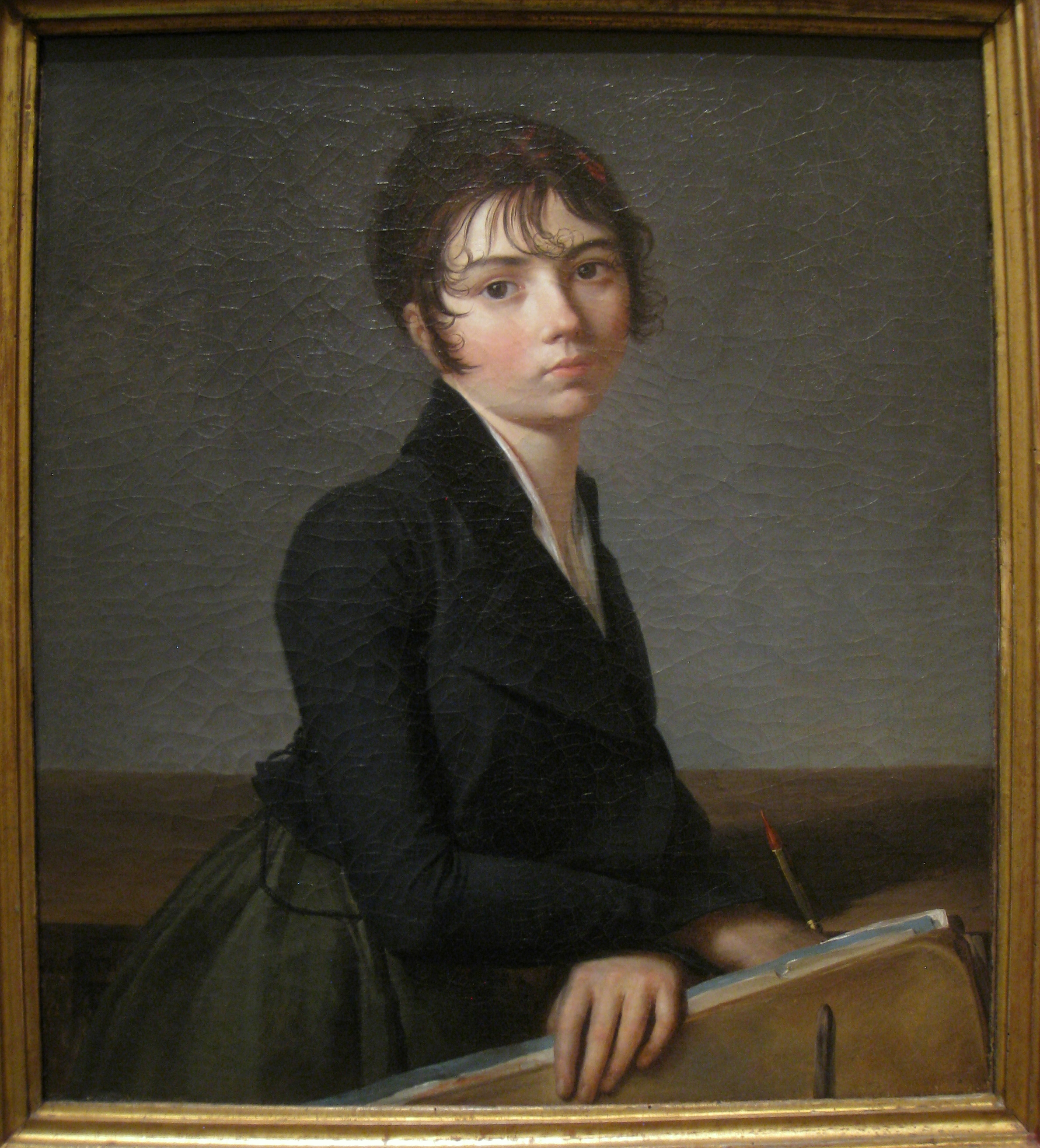
《포트폴리오를 든 여인》, 1799년경, 워체스터 미술관